# Гіллкрест (округ Рокленд, Нью-Йорк)
Гіллкрест (англ. Hillcrest) — переписна місцевість (CDP) в США, в окрузі Рокленд штату Нью-Йорк. Населення — 8164 особи (2020).

## Географія
Гіллкрест розташований за координатами 41°7′47″ пн. ш. 74°2′6″ зх. д. / 41.12972° пн. ш. 74.03500° зх. д. (41.129833, -74.035025).  За даними Бюро перепису населення США в 2010 році переписна місцевість мала площу 3,36 км², уся площа — суходіл.

## Демографія
Згідно з переписом 2010 року, у переписній місцевості мешкало 7558 осіб у 1909 домогосподарствах у складі 1625 родин. Густота населення становила 2249 осіб/км².  Було 1956 помешкань (582/км²).
Расовий склад населення:
| - 55,8 % — чорних або афроамериканців - 21,7 % — білих - 10,9 % — азіатів - 0,4 % — корінних американців - 0,1 % — вихідців з тихоокеанських островів - 8,2 % — осіб інших рас |

До двох чи більше рас належало 3,0 %. Частка іспаномовних становила 20,0 % від усіх жителів.
За віковим діапазоном населення розподілялося таким чином: 23,6 % — особи молодші 18 років, 64,2 % — особи у віці 18—64 років, 12,2 % — особи у віці 65 років та старші. Медіана віку мешканця становила 37,5 року. На 100 осіб жіночої статі у переписній місцевості припадало 96,1 чоловіків;  на 100 жінок у віці від 18 років та старших — 92,7 чоловіків також старших 18 років.
Середній дохід на одне домашнє господарство  становив 99 576 доларів США (медіана — 94 156), а середній дохід на одну сім'ю — 109 257 доларів (медіана — 101 967). Медіана доходів становила 50 176 доларів для чоловіків та 45 000 доларів для жінок. За межею бідності перебувало 4,2 % осіб, у тому числі 6,5 % дітей у віці до 18 років та 4,5 % осіб у віці 65 років та старших.
Цивільне працевлаштоване населення становило 3690 осіб. Основні галузі зайнятості: освіта, охорона здоров'я та соціальна допомога — 41,1 %, науковці, спеціалісти, менеджери — 11,1 %, роздрібна торгівля — 7,0 %, публічна адміністрація — 6,6 %.